# Martignas-sur-Jalle
 Martignas-sur-Jalle  es una población y comuna francesa, situada en la región de Aquitania, departamento de Gironda, en el distrito de Burdeos y cantón de Mérignac-2.

## Demografía
| 892 | 994 | 1424 | 3726 | 5732 | 5574 |
| Para los censos de 1962 a 1999 la población legal corresponde a la población sin duplicidades (Fuente: INSEE [Consultar]) |     |      |      |      |      |

## Ciudades hermanadas
- Nauplia,  Grecia en el año 1987
- Santa Cruz de Bezana  España en el año 2000[4]
- Foundiougne  Senegal convención de cooperación firmada en 2005
- Aboyne, (Escocia)  en el año 2009